# Deimantas Narkevičius
 (novembre 2023).
La mise en forme du texte ne suit pas les recommandations de Wikipédia : il faut le « wikifier ».
Les points d'amélioration suivants sont les cas les plus fréquents :
- Les titres sont pré-formatés par le logiciel. Ils ne sont ni en capitales, ni en gras.
- Le texte ne doit pas être écrit en capitales (les noms de famille non plus), ni en gras, ni en italique, ni en « petit »…
- Le gras n'est utilisé que pour surligner le titre de l'article dans l'introduction, une seule fois.
- L'italique est rarement utilisé : mots en langue étrangère, titres d'œuvres, noms de bateaux, etc.
- Les citations ne sont pas en italique mais en corps de texte normal. Elles sont entourées par des guillemets français : « et ».
- Les listes à puces sont à éviter, des paragraphes rédigés étant largement préférés. Les tableaux sont à réserver à la présentation de données structurées (résultats, etc.).
- Les appels de note de bas de page (petits chiffres en exposant, introduits par l'outil «  Source ») sont à placer entre la fin de phrase et le point final[comme ça].
- Les liens internes (vers d'autres articles de Wikipédia) sont à choisir avec parcimonie. Créez des liens vers des articles approfondissant le sujet. Les termes génériques sans rapport avec le sujet sont à éviter, ainsi que les répétitions de liens vers un même terme.
- Les liens externes sont à placer uniquement dans une section « Liens externes », à la fin de l'article. Ces liens sont à choisir avec parcimonie suivant les règles définies. Si un lien sert de source à l'article, son insertion dans le texte est à faire par les notes de bas de page.
- La présentation des références doit suivre les conventions bibliographiques. Il est recommandé d'utiliser les modèles {{Ouvrage}}, {{Chapitre}}, {{Article}}, {{Lien web}} et/ou {{Bibliographie}}. Le mode d'édition visuel peut mettre en forme automatiquement les références.
- Insérer une infobox (cadre d'informations à droite) n'est pas obligatoire pour parachever la mise en page.

Pour une aide détaillée, merci de consulter Aide:Wikification.
Si vous pensez que ces points ont été résolus, vous pouvez retirer ce bandeau et améliorer la mise en forme d'un autre article.
Deimantas Narkevičius est un artiste et cinéaste né en 1964 à Utena, Lituanie et basé à Vilnius. C'est l'un des artistes lituaniens les plus reconnus sur la scène artistique internationale. Formé initialement comme sculpteur, Narkevičius travaille principalement avec le cinéma et la vidéo. Il utilise des images documentaires, des voix off, des interviews, des reconstitutions et des photographies afin de réaliser ses films.
Dans sa pratique artistique, Narkevičius aborde la relation entre ses souvenirs personnels et les histoires politiques, en particulier celle de sa Lituanie natale.

## Biographie

### Jeunesse à Utena
Sa première expérience du cinéma remonte à l'époque où il regardait des films avec ses parents dans des salles de projection, à la maison ou à la télévision. Les films de grands réalisateurs soviétiques tels que ceux de Sergei Eisenstein, en particulier Ivan le Terrible, partie 2 (1958) et Le Cuirassé Potemkine (1925), font partie de ses premières expériences cinématographiques qui, selon ses propres termes, ont eu un impact sur lui.
"Bien que je ne puisse pas percevoir adéquatement ce que je voyais, je sentais les émotions de mes parents. Ils étaient émus par quelque chose que je ne pouvais moi-même pas encore comprendre, tout comme je ne comprenais pas leurs expériences émotionnelles. J'ai essayé de trouver dans ces films les éléments qui les avaient tant touchés. L'un des premiers souvenirs d'une soirée passée avec mes parents que je peux associer à une œuvre spécifique est le visionnage de Le destin d'un homme (1959), le premier film choquant de Sergei Bondarchuk. [...] J'éprouvais de la sympathie pour l'orphelin Vaniushka, qui n'avait nulle part où dormir et rien à manger, bien que je n'aie absolument pas compris le drame que représentait la perte de ses parents pendant la guerre, mes propres parents étant assis à côté de moi, les yeux grands ouverts, regardant la guerre ouvrir un vide dans le destin du protagoniste."

Au début de l'adolescence, Narkevičius se familiarise davantage avec le cinéma de son époque en voyant le documentaire Hakob Hovnatanyan (1967) de Sergei Parajanov, qui a également eu un impact significatif sur le jeune artiste. C'est alors qu'il se passionne pour les films produits dans les studios des républiques soviétiques, qui révèlent les identités, les traditions et les langues locales. Dans une autre interview datant de 2011, Narkevičius décrit les aspects technologiques et stylistiques du film de Parajanov qui l'ont ému dans sa jeunesse :
Le court-métrage de Parajanov n'a pas de narration ou de dialogue, mais les images et le son, à eux seuls m'ont transporté dans un âge totalement différent et un environnement qui ne m'était pas familier. Ayant grandi dans la tradition du cinéma réaliste, j'ai vécu ce film comme un grand saut par rapport aux films imprégnés de didactisme et d'intrigues littéraires ; son imagerie a acquis une signification autonome et a exigé un effort supplémentaire pour être comprise. Les montages de Parajanov, composés d'objets quotidiens basiques et de fragments de peintures du XIXe siècle, sont restés dans ma mémoire comme synonymes d'un monde exotique, d'un rêve.
Pendant son enfance, Narkevičius est souvent malade, ce qui l'oblige à rester à la maison. Il passe beaucoup de temps à regarder la télévision soviétique. Le matériel documentaire sur film 16 mm utilisé à la télévision dans les années 1970 marque Narkevičius, qui par la suite utilise beaucoup le même type de film dans ses créations. Ses premières influences au cinéma et à la télévision imprègnent le style artistique et les moyens de production de Narkevičius. Elles peuvent  être considérées comme un facteur qui a influencé sa décision de choisir la réalisation de films en opposition à la fabrication d'objets du début de sa carrière. L'histoire et le contexte de l'Union soviétique dans lesquels ces premières expériences ont été produites sont devenus le sujet principal de l'œuvre de Narkevičius.

### Années d'études entre Londres et Vilnius
Diplômé en sculpture à l'Académie des arts de Vilnius, il passe une année à Londres en 1992. C'est à ce moment qu'il développe son intérêt pour l'art in situ. Depuis la fin des années 1990, il travaille principalement dans le domaine du cinéma et de la vidéo, expérimentant avec la structure cinématographique et thématisant le poids des souvenirs subjectifs et des révisions personnelles de l'histoire. Comme l'artiste l'a lui-même déclaré à plusieurs reprises, ses films sont d'une certaine manière des sculptures étendues, non seulement étroitement ajustées aux sites physiques de leur installation, mais aussi thématiquement loin de circonstances ou d'expériences personnelles très spécifiques. Néanmoins, en travaillant dans différents formats de film, en insérant souvent des fragments d'autres médias - dessin, photographie et images trouvées dans ses films, Narkevičius élargit donc les frontières temporelles et spatiales de ses récits. Avec ces insertions provenant d'une autre époque, d'un autre lieu et d'une autre histoire, il épaissit ainsi la toile des significations suggérées, et les histoires racontées acquièrent une richesse presque inépuisable de liens, de connexions et de connotations.

L'artiste décrit ses thèmes d'intérêt de la manière suivante :
« Bien que mes œuvres abordent des thèmes contemporains, les problèmes sous-jacents remontent souvent loin dans le temps. J'ai commencé mon travail d'artiste dans une période de changement dynamique pour ma société. Le stress et la névrose causés par toute cette dynamique ont détourné cette société à la fois de la réflexion historique et des préoccupations futures. L'« orientation » idéologique qui a dominé pendant des décennies était - entre autres - une tentative de créer une société au-delà de l'histoire. La nouvelle situation politique nous a réinsérés dans le circuit tournant de l'histoire, ce qui nécessite inévitablement une vision. Mais lorsque nous avons commencé à travailler sur une telle vision pour nous-mêmes, des choses sont réapparues du passé ; des phénomènes qui avaient été cachés sous les surfaces de l'idéologie. Ils nous ont conduits dans un territoire inconnu, indésirable, désagréable, brouillant notre vision de l'avenir. » 

### Carrière artistique
Depuis la fin des années 1990, Narkevičius travaille principalement dans le domaine du cinéma et de la vidéo, expérimentant la structure des films et thématisant le poids des souvenirs individuels et des révisions personnelles de l'histoire. La majorité de ses films traitent de l'héritage culturel du communisme et des tentatives de l'effacer après la chute des régimes du Pacte de Varsovie en 1989 et l'effondrement de l'Union soviétique deux ans plus tard, en mettant l'accent sur les statues, les sculpteurs, les artistes et les images en mouvement. Narkevičius expose dans de nombreux lieux et événements d'art contemporain internationaux, notamment au Centre Pompidou (Paris), au Musée national centre d'art Reina Sofia (Madrid), à la Tate Modern (Londres), au Museum of Modern Art (New York), au Stedelijk Museum (Amsterdam).
Il représente la Lituanie lors de la 49e Biennale de Venise en 2001 et, deux ans plus tard, a exposé à la 50e Biennale de Venise dans Utopia Station, sous le commissariat de Molly Nesbit et Hans Ulrich Obrist. Le travail de Narkevičius a été présenté à Manifesta II (Luxembourg, 1998) et Manifesta X (Saint-Pétersbourg, 2014). Parmi ses expositions personnelles les plus récentes, il y a 20 July.2015 à Maureen Paley (Londres, 2017), Books on Shelves and Without Letters à The Blank Contemporary Art (Bergame, 2016), Archeology of Memories dans l'ancien bâtiment du KGB (Riga, 2015). Une grande rétrospective de Narkevičius à la Galerie nationale d'art de Vilnius à eu lieu, en Lituanie, en décembre 2017. En 2022, c'est le Konschthal Esch (Luxembourg) lui consacre une rétrospective.

## Ses œuvres

### Œuvres cinématographiques

#### "Europa 54’54 – 25’19",1997, 16 mm film, 8 min.
Un voyage en voiture de Vilnius jusqu'au centre de l'Europe. De manière nerveuse et quelque peu chaotique, une caméra tenue à la main suit la route et ses alentours lors d'un trajet à travers des zones résidentielles, des quartiers plus anciens, un projet immobilier à la périphérie de la ville, puis dans la campagne, le flou universel de l'Europe centrale. De temps à autre, l'artiste livre un commentaire personnel, comme s'il se parlait à lui-même. Il choisit cette destination car l'Europe est un concept stressant, tant pour lui que pour le jeune État lituanien. Un panneau routier indique le "centre de l'Europe" : à travers un champ, sur un pont en bois. Jusqu'à présent, le silence du voyage n'a été rompu que par la voix de l'artiste. Maintenant, l'appareil photo "sort de la voiture" et capture les sons de la nature. Des arbres caressés par le vent. Une promenade à travers la prairie jusqu'à la stèle qui marque le centre géographique de l'Europe, une expédition ironique vers un symbole existentiel.

#### "His-story", 1998, 35 mm film, 7 min.
Une promenade sur la plage réveille chez l'artiste-narrateur des souvenirs de famille, des flashs de son enfance, des images de leur vie, pleine de drames. Le narrateur raconte l'histoire à sa femme. Elle se poursuit dans le train ; ils sont en route avec leur enfant vers leur ville natale. Le narrateur est pris dans l'histoire mais essaie de contrôler ses émotions. Il s'identifie aux problèmes de son père, empêtré dans une autre histoire, une histoire où l'indépendance n'a pas sa place. Dans cette histoire, s'exprimer signifiait risquer sa vie. Le récit de l'artiste se poursuit par le rêve de son frère qui pense à leurs parents décédés. L'histoire se termine par un panorama de la forêt d'une grande beauté. Leur père pourrait encore y travailler, mais il est mort prématurément, "tué par l'histoire". Le récit est dépourvu de pathos, il n'y a que de la mélancolie et une conviction inexprimée que c'est l'homme, et non l'histoire, qui trace la route que nous suivons.    

#### "Legend Coming True", 1999, 8 mm, 8 min.
Cette histoire d'une jeune fille s'étend sur un territoire très vaste - Kaunas, Vilnius, Israël, Varena, Tadjikistan, Italie, Lettonie, Paris, Australie, Toronto, Sibérie, Stutthof, Los Angeles, Paneriai. Le réseau d'une communauté juive dispersée. La topographie fondamentale du film est constituée par quatre aspects de Vilnius : la rue de l'enfance, la façade de l'école, la cour du ghetto et la forêt de Rudninkai. Les personnages que l'on retrouve dans ce film sont le prince lituanien Gediminas, son devin qui sont tous deux des hommes, et le personnage principal, Deimantas Narkevicius, est une femme. L'histoire personnelle et collective d'une communauté est racontée à travers cette dernière. Les techniques d'image - les flux de lumière qui organisent la mémoire dans ce film - suggèrent que nous devrions interpréter son utilisation du temps en termes photographiques. Regarder Legend Coming True, c'est comme feuilleter un album de photographies à grande vitesse. Le protagoniste Narkevicius plonge dans le passé pour sauver l'avenir, l'histoire n'est pas réécrite, mais refilmée, dans le but d'organiser l'avenir de manière plus rationnelle et plus correcte.

#### "Countryman", 2002. 16 mm, 19 min.
Le récit du film Kaimietis est basé sur les monologues de deux individus qui ne se connaissent pas. Ces monologues ont été enregistrés pour un jeune sculpteur, le personnage masculin du film, qui s'apprête à quitter son pays, tandis que le texte d'une étudiante a été enregistré juste après avoir quitté son pays d'origine. Les deux personnages ne sont pas des immigrants économiques ou politiques typiques. Ils ont en commun la volonté de vivre une nouvelle expérience dans un autre pays, un autre contexte culturel. Les deux jeunes gens se penchent sur des questions personnelles importantes, sans trop s'attacher à une séquence linéaire. La structure visuelle du film vise à créer des suggestions visuelles de ces deux récits documentaires, sans filmer les narrateurs. Le sculpteur parle en montrant un portrait du héros national qu'il a lui-même créé, tandis que le monologue de la jeune étudiante est accompagné de photographies : les instantanés de ses premiers jours dans cette ville étrangère. Les premières réflexions sur le voyage, le déménagement et les expériences sont comparées au point de départ, la ville, qu'ils connaissent bien ; dès les premiers instants du départ, ce point devient un objet de souvenir".

#### "The Scene", 2003, Super 8 mm, 10 min.
Une présentation du Centre d'art contemporain (CAC) de Vilnius. Ostensiblement objective, elle commence par l'ensemble du bâtiment, puis en relève les détails dans des séquences lentes et inéluctables. Puis l'intérieur. Les plans larges se fondent dans les détails architecturaux. Une musique dont l'abstraction géométrique semble être la partition (extraits d'œuvres de deux compositeurs lituaniens modernistes) est diffusée en arrière-plan. Puis, à nouveau, l'ensemble du bâtiment vu de l'extérieur, sous une convention différente. D'abord, une image dans un paysage d'hiver gris, avec de la neige qui tombe. Les plans de la séquence suivante sont en plein soleil, ce qui fait ressortir les couleurs. Nous voyons deux "états mentaux" du même bâtiment. En arrière-plan, les commentaires de trois personnes qui apparaissent brièvement dans le cadre : Aneta Raževaitė, membre du personnel du CAC, Kęstutis Kuizinas, directeur du CAC, , et Vita Zaman, propriétaire des galeries Ibid Projects à Vilnius et à Londres. L'état spirituel du bâtiment est déduit des états psychologiques des commentateurs. La présentation du Centre d'art contemporain de Vilnius fait appel à diverses astuces documentaires, tout en évitant méticuleusement de montrer des œuvres d'art.

#### "The Role of a Lifetime", 2003, BetaCam SP, 17 min.
Un film construit de manière exceptionnellement raffinée. Un hymne subtil aux mensonges des médias. L'ossature du film est constituée par les propos de Peter Watkins, alors installé en Lituanie (auteur de films para-documentaires où la suggestion de la vérité est plus importante que l'authenticité de l'image). Watkins parle de ses films, du lien étroit entre biographie et créativité, et du rôle particulier du documentaire. Ces déclarations privées révèlent une dépendance à l'égard de la créativité. À l'arrière-plan de cette confession se trouve un mélange de films et de dessins : paysages, films trouvés, films de vacances et dessins de Mindaugas Lukošaitis, dont l'art consciemment moderne repose sur un dessin hyper-conservateur et réaliste. Un paysage filmé avec des arbres se fond dans un paysage dessiné, mais sans que cela soit littéral. Différents moyens de représentation, différents moyens de "contaminer" et de révéler la vérité. Effets perceptifs exceptionnels : les choses présentées sont parfois invisibles, et d'autres choses apparaissent que, apparemment, personne n'a voulu montrer.

#### "Once in the 20th Century", 2004, BetaCam, 7 min.
Un film dépourvu de tout commentaire. Il est impossible de distinguer la langue des foules montrées dans plusieurs longues séquences. On ne sait pas dans quel pays on se trouve. C'est une belle journée d'été, tout le monde est heureux et bien habillé. Les personnes rassemblées observent quelque chose avec animation. Enfin, le socle élevé d'un monument apparaît. Les jambes inférieures s'en détachent dans l'insolation. Un camion, sur lequel se trouve un gigantesque torse de Lénine, entre dans le cadre. Des cris de joie se font entendre. Le camion s'arrête au milieu de la foule. Les gens sautent dessus et enjambent le torse vaincu. C'est l'euphorie des chasseurs du paléolithique. Maintenant, le temps s'inverse, le film commence à se dérouler à l'envers et une grue soulève le torse métallique au-dessus de la foule. Le bras tendu de Lénine se balance dans un geste suggestif de réconciliation. L'opérateur de la "grue à reculons" place adroitement le monument sur les jambes isolées. Lénine est à nouveau entier et domine la scène.

#### "Disappearance of a Tribe", 2005, video, 10 min.
Cette vidéo est un groupement de plusieurs dizaines de photographies en noir et blanc tirées d'un album de famille, constituant l'histoire d'un homme. Le "récit" commence au début des années 1950 par des rassemblements de jeunes, des excursions et le service militaire. Au fil du temps, la situation devient de plus en plus privée. Une femme apparaît, un mariage, un enfant. L'histoire se termine par les funérailles du protagoniste. La bande sonore évoque tantôt le bourdonnement des abeilles, tantôt le bouillonnement de l'eau ou le grincement des planches de la scène d'un théâtre amateur. La seule scène totalement silencieuse est celle du cercueil, présentée sous la forme d'un panorama de photographies adjacentes. On ne voit pas le défunt, mais seulement les personnes en deuil, qui fixent d'un regard douloureux et immobile l'endroit où le corps repose.
Le film résume l'histoire familiale de l'artiste et décrit les funérailles de son père. L'artiste apparaît enfant et jeune homme sur plusieurs images. Cependant, l'élément autobiographique du film n'est souligné nulle part. D'une part, le récit nous choque par la pauvreté des traces que la personne laisse derrière elle ; d'autre part, il nous étonne par l'ampleur du contact qui peut être établi avec cette personne.

#### "Revisiting Solaris", 2007, 35 mm, 18 min.
Dans ce court métrage, l'acteur Donatas Banionis reprend le rôle de Chris Kelvin plus de quarante ans après la réalisation du film Solaris d'Andrej Tarkovskij. Revisiting Solarisis est basé sur le dernier chapitre du livre de Stanisław Lem, partie omise dans la version de Tarkovskij. Dans ce dernier chapitre, Kelvin se remémore sa brève visite sur le "sol" de la planète Solaris peu avant son retour de la mission spatiale. Pour visualiser le paysage de Solaris, Narkevičius utilise une série de photographies réalisées par le peintre et compositeur symboliste lituanien Mikalojus Konstantinas Ciurlionis en 1905 à Anapa. Les œuvres de Ciurlionis sont marquées par une conception originale de l'espace, donnant l'impression d'une étendue infinie et d'un temps sans limite. Les images acquièrent ainsi une qualité de vision cosmique et de profonde concentration intérieure.

#### "Restricted Sensation", 2011, 45 minutes.
Il s'agit du premier long métrage de Narkevičius présenté dans les salles de cinéma : un film de 45 minutes décrivant les abus d'un jeune metteur en scène de théâtre gay dans la République socialiste soviétique de Lituanie dans les années 1970. La récriminalisation post-stalinienne de l'homosexualité représentant la politique culturelle oppressive imposée lorsque Staline a pris le pouvoir total à la fin des années 1920. Bien qu'il puisse être lu comme un commentaire à la fois sur l'homophobie de cette période et sur la persécution actuelle de la population LGBTQI+ de Russie par Vladimir Poutine, Narkevičius a déclaré qu'il ne vise pas à dépeindre la vie explicite et illégale des gays dans l'Union soviétique. Le film commente plutôt "la méfiance et l'intolérance à l'égard de ce qui est perçu comme étranger à la culture d'un pays donné" et constitue "une tentative d'identifier les causes de la prévalence croissante de l'intolérance"

### Expositions
2017
Deimantas Narkevičius, 20 JULY.2015, Maureen Paley, Londres.
2016
Doubled Youth, Centre Baltique d'Art Contemporain, Gateshead.
Medialization of Monuments; Monumentalization of Media, Temporary Gallery, Zentrum für zeitgenössische Kunst e.V. / Centre d'art contemporain, Cologne.
Deimantas Narkevičius, Books on Shelves and Without Letters, The Blank Contemporary Art, Sala alla Porta Sant’Agostino, Bergamo.
2015
Archeology of Memories, Corner House, ancien bâtiment du KGB , Riga.
Fact or Fiction, Berwick Film & Media Arts Festival, Berwick.
Sad Songs of War, gb agency, Paris.
Deimantas Narkevičius, Maureen Paley, Londres.
Da Capo, MSU, Musée d'Art Contemporain de Zagreb.
2014
Cupboard and a Song, MNAC, National Museum of Contemporary Art, Bucarest.
Sounds Like The XX Century, Galerija Vartai, Vilnius.
Deimantas Narkevičius, 60th Oberhausen International Short Film Festival, Oberhausen.
Cupboard and a Play, gb agency, Paris.
2013
Da capo, Le Magasin, Grenoble.
Da capo, Marino Marini Museum, Firenze.
Deimantas Narkevičius, Independent, gb agency, New York.
2012
About Films, Deimantas Narkevičius, Para/Site Art Space, Hong Kong.
A Tang of Lomo Film, Galerie Barbara Weiss, Berlin.
2011
Architektur und Film, Blue Box, Deimantas Narkevičius, The Head, Sprengel Museum, Hanovre.
Solo film programme, 15ème festival international du court-métrage, Winterthur.
Deimantas Narkevičius, Restricted Sensation, gb agency, Paris.
2010
Getting a lost tune, Artra, Milano.
Darkroom Series: Deimantas Narkevičius, Turku Art Museum, Turku.
Sarabande, (with Žilvinas Kempinas), FRAC Basse Normandie, Caen.
The Unanimous Life, Kunsthallen Brandts, Odense.
The Unanimous Life, Brandts Kunsthallen, Odense.
2009
Deimantas Narkevičius, gb agency, Paris.
Deimantas Narkevičius, BFI Southbank Gallery, British Film Institute, London.
The Unanimous Life, Kunsthalle, Bern.
The Unanimous Life, Van Abbemuseum, Eindhoven.
Deimantas Narkevičius, Mamco, Genève (2009/2010)
The Dud Effect, Mala Galerija, Musée d'Art Moderne, Ljubljana.
2008
The Unanimous Life, Museo Nacional Centro De Arte Reina Sofia, Madrid.
Jan Mot, Brussels.
Galerie Barbara Weiss, Berlin.
Genius Seculi, Centre d'Art Contemporain, Thessaloniki.
2007
The Role of a Lifetime, Index, Stockholm.
History Continued, Mücsarnok Kunsthalle, Budapest.
Revisiting Solaris, Contemporary Art Centre, Vilnius.
Revisiting Solaris, Daadgalerie, Berlin.
Among the Things We Touched, Secession, Vienne.
The Documentary FilmPlatform ZONE, The Arts Center Buda, Kortrijk; The University Movie Theater Film Plateau, Ghent; MuHKA media, Antwerpen.
2006
Screening, Musée National d'Art Moderne, Centre Pompidou, Paris.
This not What you See, Gallery of Contemporary Art Bunkier Sztuki, Kraków.
Plug In, Van Abbemuseum, Eindhoven.
Once in the XX Century, Arnolfini, Bristol.
Galerie für Zeitgenössische Kunst, Leipzig.
Instead of Today, gb agency, Paris.
2005
Once in the XX Century, Akademie der Kunst, Berlin.
2004
Two Sculptures, CAC, Contemporary Art Center, Vilnius.
Films screening, Tate Modern, London.
Foksal Gallery, Warsaw.
Galerie der Stadt, Schwaz, Tirol.
Deimantas Narkevičius Screenings, Roseum Contemporary art Center, Malmö.
Legend Coming True, Musée d'Art et d'Histoire du Judaïsme, Paris.
2003
The Role of a Lifetime, Art and Sacred Places, St. Peters Church, Brighton.
Kaimietis, Jan Mot, Bruxelles.
Either True or Fictitious, Frac des Pays de la Loire, Carquefou.
Energy Lithuania, LISTE 03, gb agency, Basel.
2002
gb agency, Paris.
Deimantas Narkevičius' Project, Kunstverein, Munich.
2001
Energy Lituania, Jan Mot, Bruxelles.
Lithuanian Pavilion, 49th Venice Biennial, Venise.
One day film and video screenings, Moderna Museet, Stockholm.
2000
8 x 16 x 35, Contemporary Art Centre, Vilnius.
1994
Unforced Reality, Akademija Gallery, Vilnius.